# شاهین شمالی
شاهین شمالی، نام محله‌ای در شهر تهران و درمیان محله‌های جنت آباد و پونک است. این محله از شمال به بزرگراه آبشناسان و از جنوب به بزرگراه همت ختم می‌شود.نام جدید آن کبیری طامه هست.که این محله جزو ۱۰ محله برتر تهران قرار دارد

## مدارس

### پسرانه
- مدرسه راهنمایی غیردولتی سما ۵
- مدرسه ابتدایی آرهاشم
- مدرسه راهنمایی شهید حمزه لو

### دخترانه
- مدرسه دبیرستان ۲۲ بهمن
- مدرسه راهنمایی دکتر ایوب آزاد
- مدرسه ابتدایی امام موسی کاظم

## بوستان‌ها
1. گل بن
2. بزرگمهر
3. میثم
4. گلستان
5. شهید پورعظیمی

## هیت‌های مذهبی
- هیت متوسلین به حضرت ابوالفضل العباس

## مراکز خرید
- مرکز خرید گلها

## مراکز مهم
- خیابان ۲۰ متری گلستان
- ستاد مکانیزه معاینه فنی
- مجموعه ورزشی و تالار سوخته سرایی
- مجموعه ورزشی خرمشاد
- مجموعه ورزشی آریا
- مجموعه ورزشی منظر
- بیمارستان تخصصی و فوق تخصصی عرفان نیایش
- بیمارستان تخصصی و فوق تخصصی امید